# Klokočov (okres Havlíčkův Brod)
Klokočov (německy Klokotschau) je obec v okrese Havlíčkův Brod v Kraji Vysočina. Žije zde 109 obyvatel.
V obci se nachází památný strom Klokočovská lípa.

## Historie
První písemná zmínka o obci pochází z roku 1546.
V letech 2006–2010 působil jako starosta Josef Procházka, od roku 2010 tuto funkci zastává Hanka Zárubová.
| Rok            | 1869 | 1880 | 1890 | 1900 | 1910 | 1921 | 1930 | 1950 | 1961 | 1970 | 1980 | 1991 | 2001 |
| Počet obyvatel | 505  | 482  | 440  | 514  | 558  | 575  | 433  | 309  | 304  | 252  | 181  | 128  | 140  |

## Pamětihodnosti
- Barokní zámeček
- Kaplička
- Památná lípa

### Evangelický kostel
V roce 1932 vznikla v Klokočově kazatelská stanice sboru Českobratrské církve evangelické ve Vilémově a krátce na to byl postaven kostelík, stavba byla dokončena v roce 1934. Po druhé světové válce byla kazatelská stanice přefařena ke sboru v Hradišti, kam náleží dodnes. Bohoslužby se v kostele konají každou neděli v 15:00 o letních prázdninách.

## Části obce
- Klokočov
- Klokočovská Lhotka

## Galerie

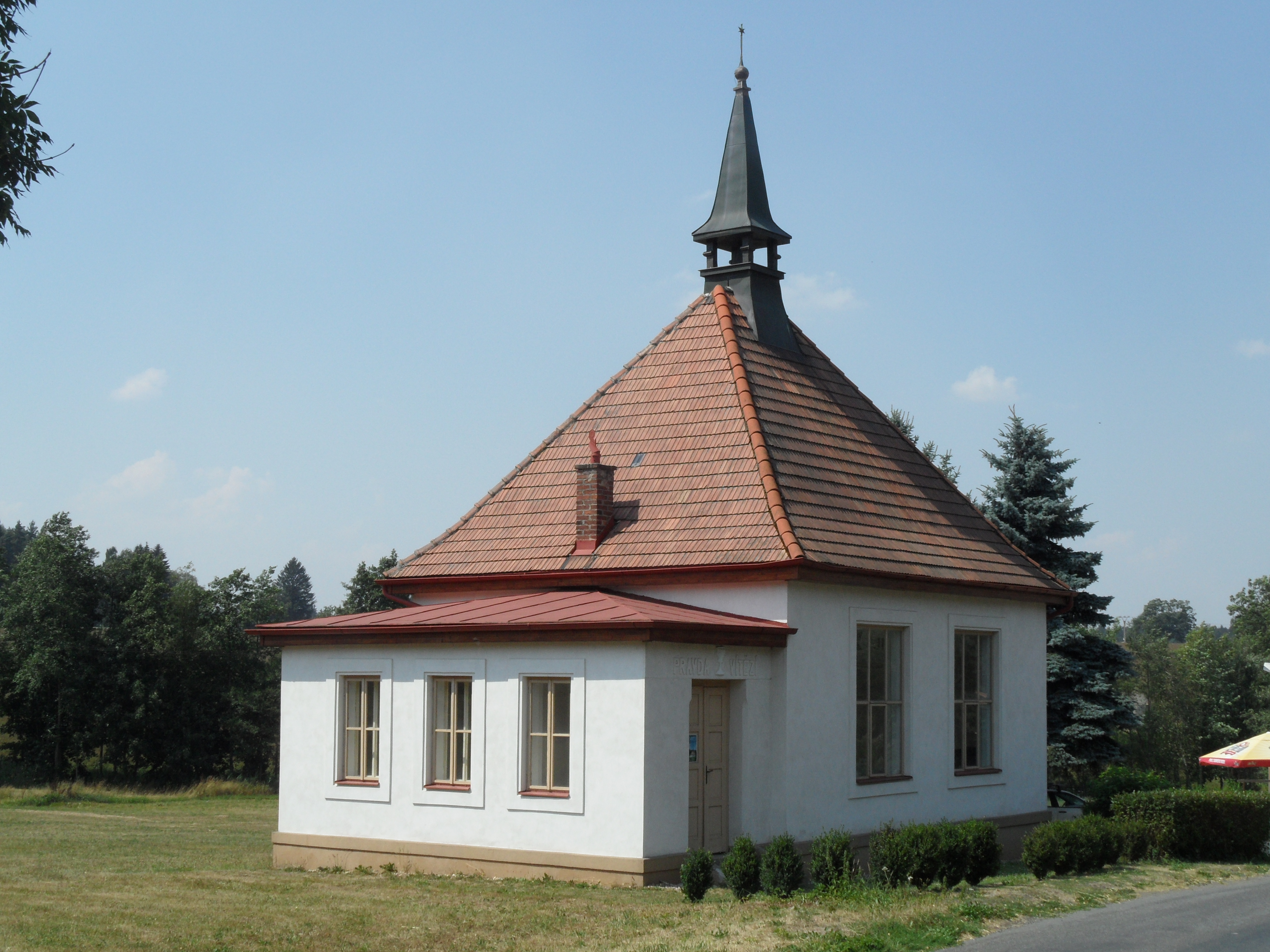
Evangelický kostel
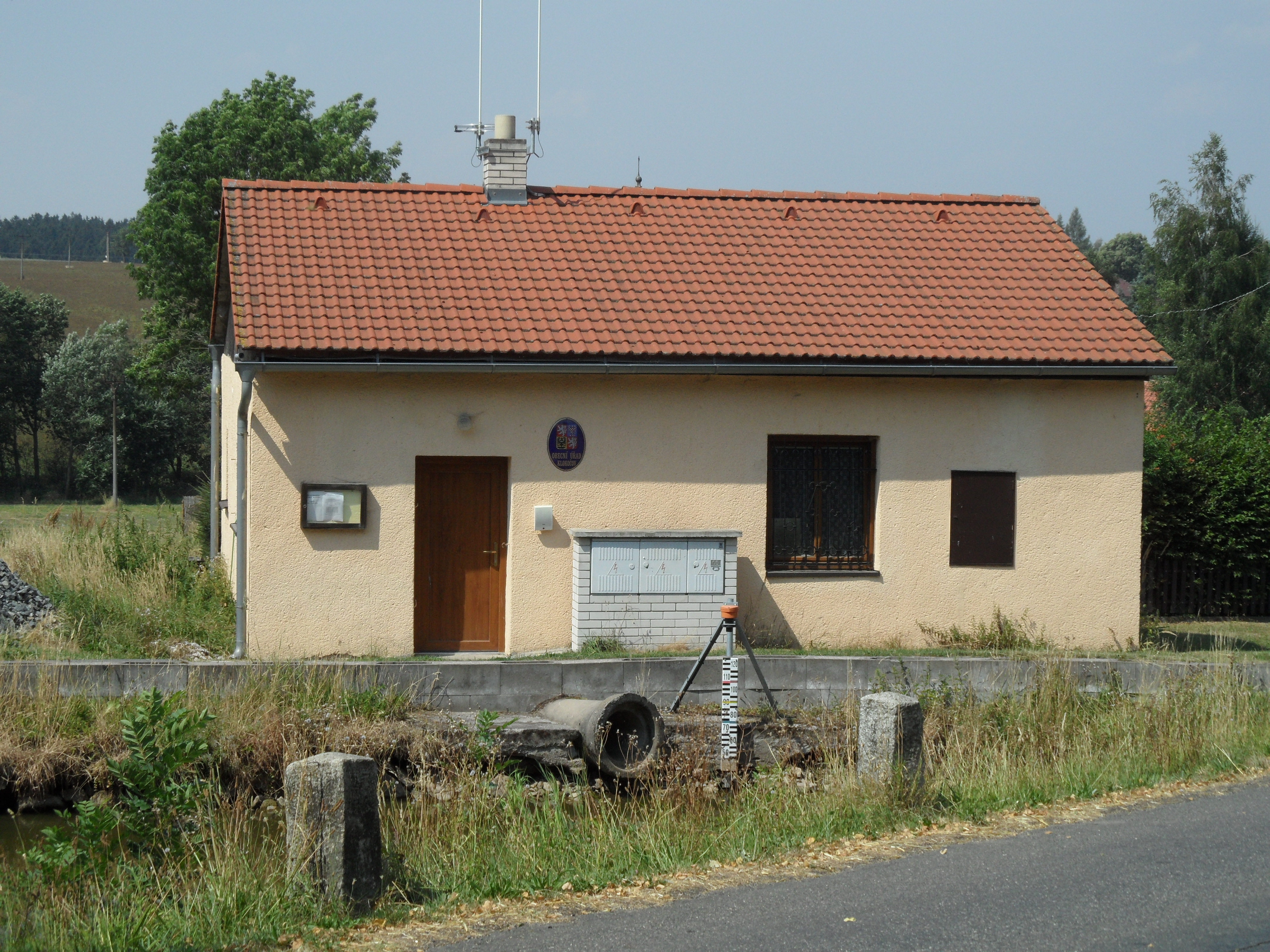
Obecní úřad
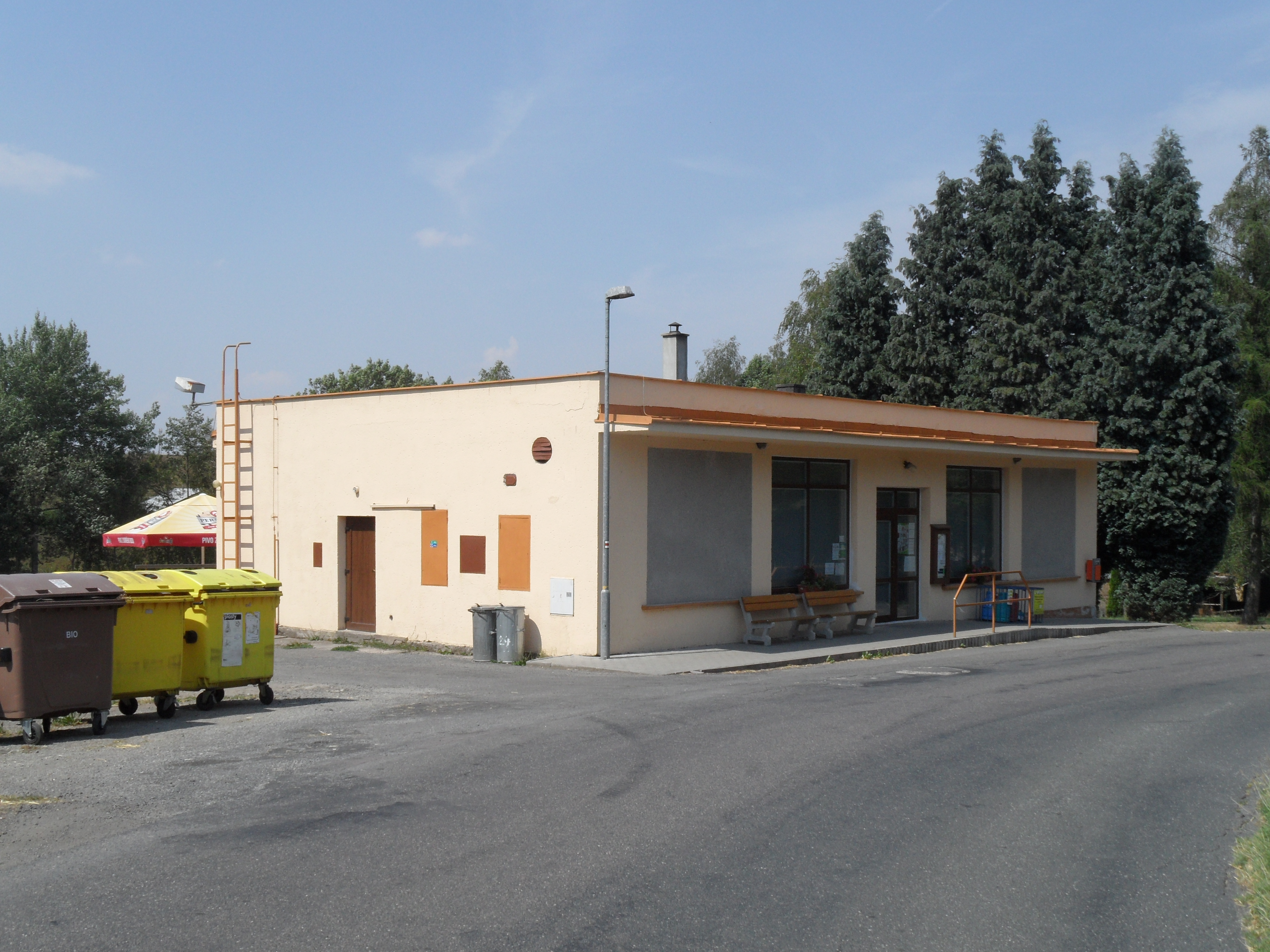
Smíšené zboží
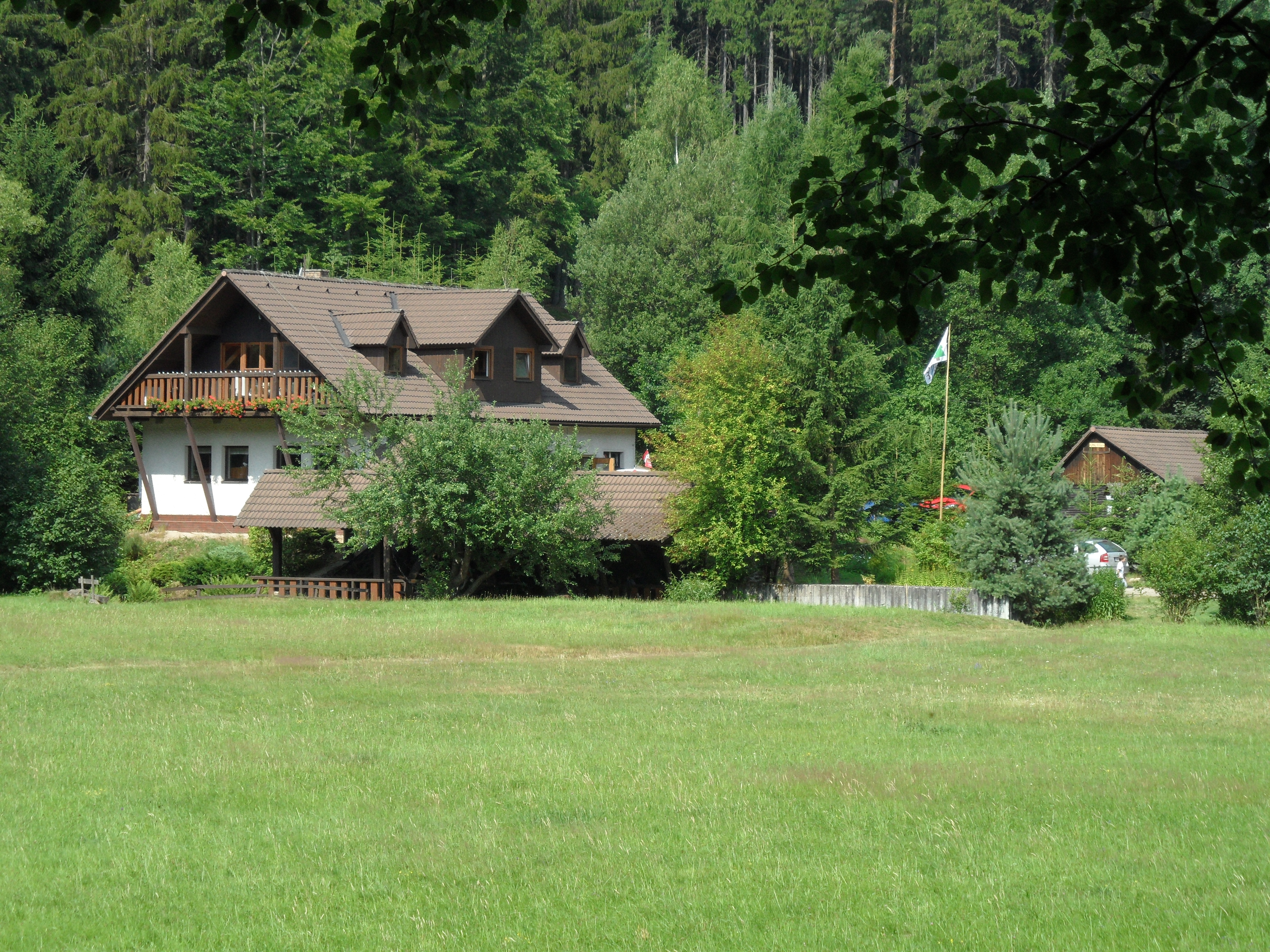
Na Pilce
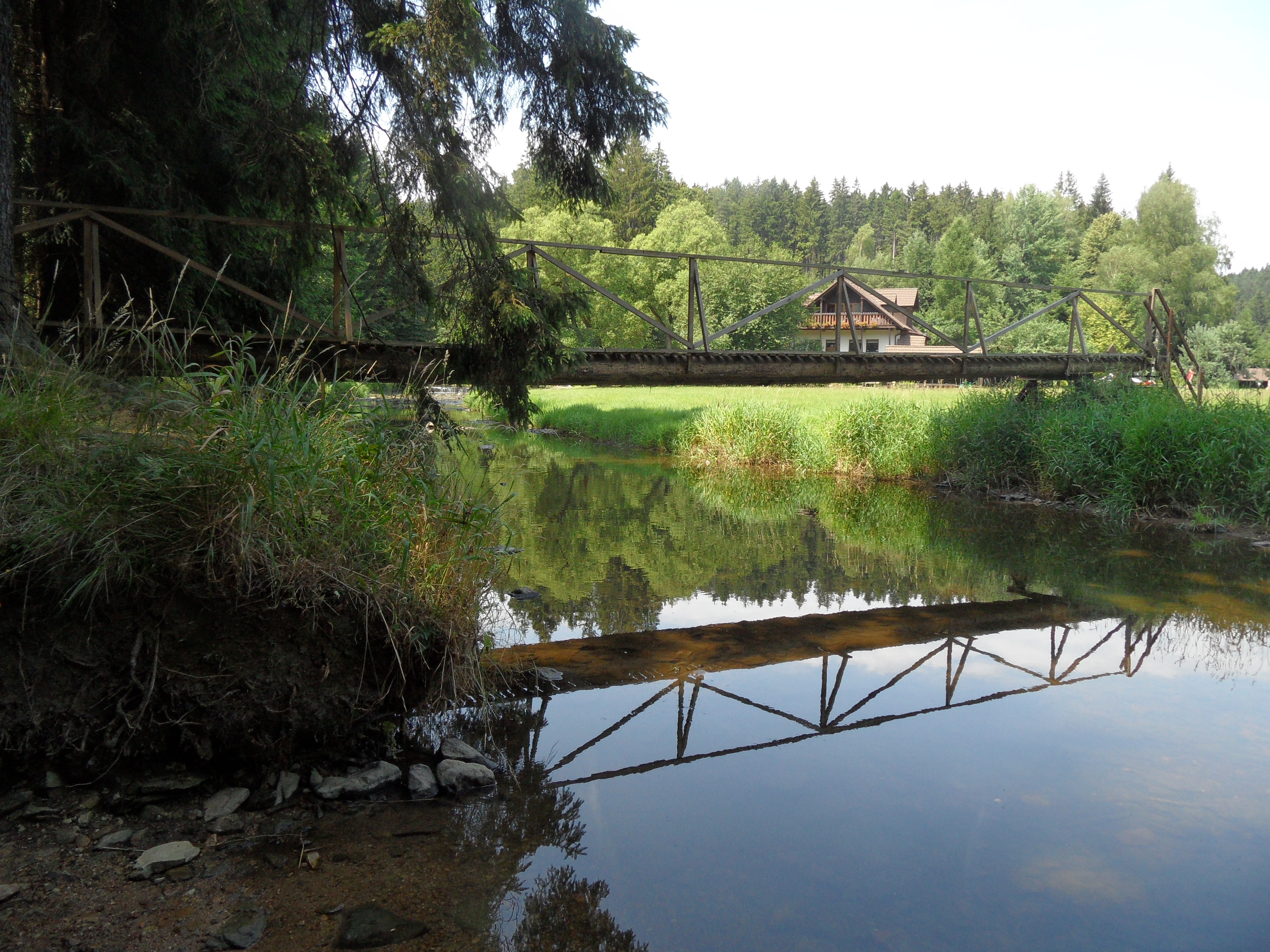
Na Pilce: můstek přes Chrudimku
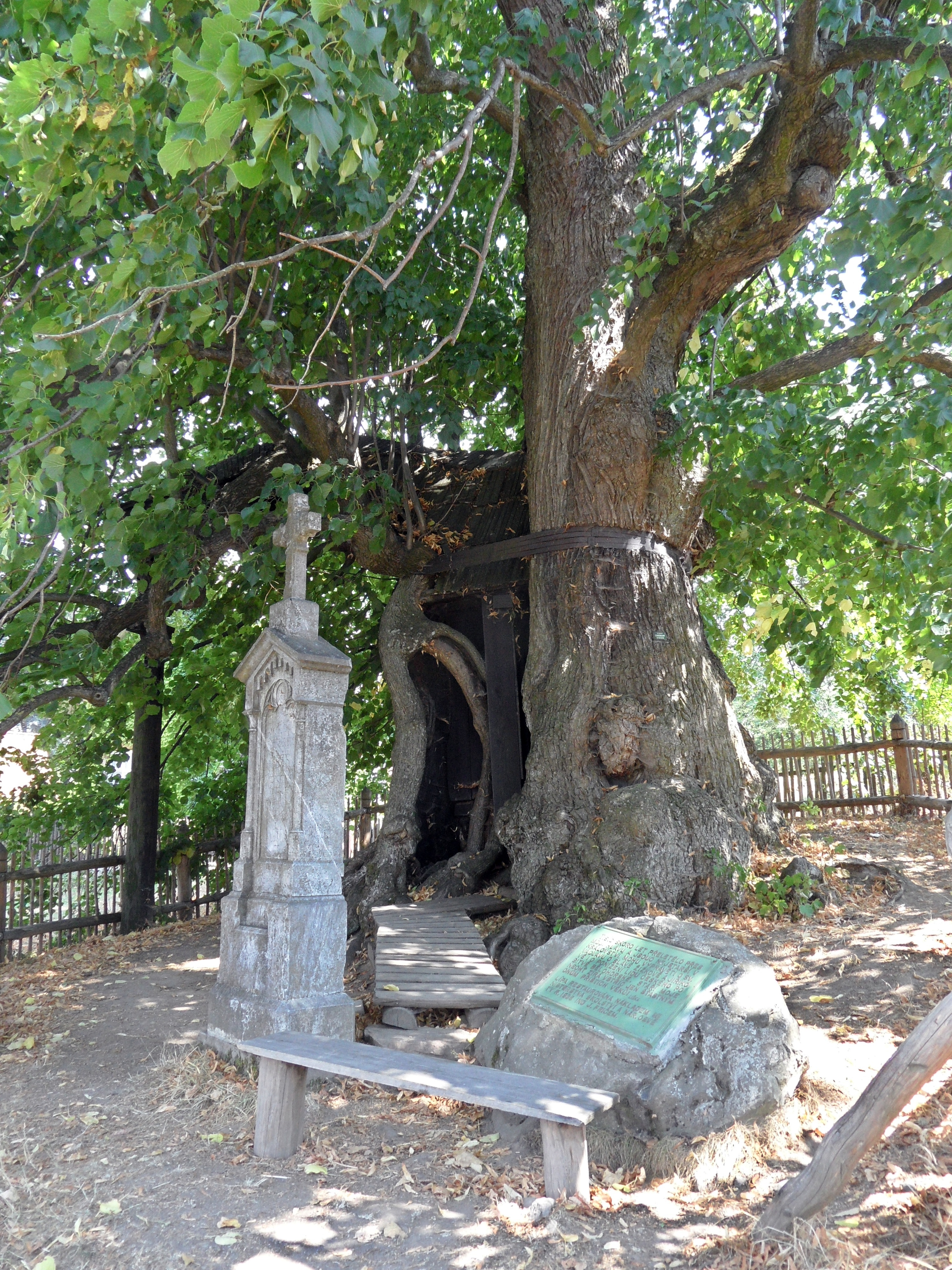
Klokočovská lípa